# Općina Lipkovo
Općina Lipkovo (makedonski: Општина Липково, albanski: Komuna e Likovës) je jedna od 80 općina Republike Sjeverne Makedonije koja se prostire na sjeveru Sjeverne Makedonije. 
Upravno sjedište ove općine je selo Lipkovo.

## Zemljopisne osobine
Općina Lipkovo graniči s Kosovom na sjeveru te s općinom: Čučer-Sandevo i na zapadu, gradom Skoplje na jugoistoku, te s Općinom Kumanovo na istoku.
Ukupna površina Općine Lipkovo  je 267,82 km².

## Stanovništvo
Općina Lipkovo ima 27 058 stanovnika. Po popisu stanovnika iz 2002. nacionalni sastav stanovnika u općini bio je sljedeći; .
- Albanci  = 26 360
- Srbi  = 370
- Makedonci  = 169
- ostali= 159

## Naselja u Općini Lipkovo
Ukupni broj naselja u općini je 22, i sva su sela.

## Pogledajte i ovo
- Lipkovsko jezero
- Sjeverna Makedonija
- Općine Sjeverne Makedonije

## Vanjske poveznice
- Općina Lipkovo na stranicama Discover Macedonia